# Эвенкийское имя
Эвенки́йское и́мя — имена, которые были в обиходе среди эвенков в средние века, до конца XIX века. В настоящее время почти все эвенки имеют русские имена.

## Традиция
По традиции эвенки в общении между собой избегали упоминаний основного имени некоторых из своих близких. Считается, что это связано с желанием обмануть злых духов. Для этого обычно эвенки получали два имени. Первое из них было основным, главным (хэдгэгу), а второе — скорее было кличкой (эвивкэн), и часто было обидным или некрасивым прозвищем, которое могло остаться у человека на всю жизнь. Именно благодаря тому, что человека называли не основным именем, а прозвищем, считалось, что злые духи лишаются возможно наслать на человека болезнь или неудачу. Эвенки на протяжении жизни имели не одно, а несколько имён. Так, например, имя, полученное при рождении, заменялось другим, когда ребенок подрастал, а взрослый человек обыкновенно имел не то имя, которое он носил, будучи подростком.

## Традиционные эвенкийские имена
- Гарпанча — солнечный луч
- Сонголик — плакса
- Тыманча — утренний
- Тыкулча — сердитый
- Гудейкон — красивый
- Адиуль — спящий
- Хадиуль — знающий
- Дялунча — заблудившийся
- Аксик — обиженный
- Кэпэлэ — сухой
- Гугдауль — высокий
- Бургуми — толстый